# ハシディズムの宮廷の一覧
ハシディズムの宮廷の一覧（חָצֵר חֲסִידִית）
ハシディズムでは、ユダヤ教生活を送る共同体のことを王朝（宮廷）― イディッシュ語 ：הױפֿ hoyf, hoyfn ホイフン、ヘブライ語 ：חָצֵר chātzēr´, chótser ―という言葉を使う。
英語では court コート という。

## 大きな王朝（宮廷）
規模によって配列した、主要なハシディズムの組織：
- サトマール派 Satmar
（ハンガリーのサトマールネーメティ、現在ルーマニアのサトゥ・マーレ Satu Mare を中心としたため。ハンガリーのシャートルアイヤウーイヘイ Sátoraljaújhely のレベが創始。ニューヨークやエルサレム（メア・シェアリーム）に住み、非世俗シオニズムの超正統派・ナートーレー・カルタとつながりを持つ。クレズマーのエプスタイン兄弟（ベラルーシ系）などはサトマール派である）
カテゴリー

- ハバド・ルバヴィッチ派 Chabad Lubavitch
（ベラルーシのルバヴィーチ。シュネウル・ザルマン創始。ニューヨークなど）
カテゴリー、レベの一覧は Rebbes of Chabad を参照

- ゲル派 Ger （ポーランドのグラ・カルヴァリア Góra Kalwaria から）

- ヴィジュニッツ派 Vizhnitz
（ブコヴィナのヴィジュニチャ Vyzhnytsia から。有名なコミュニティー）

- ベルツ派 Belz
（ウクライナのベルス Belz か、ベッサラビアのベルツィ Bălţi のこと）
カテゴリー

- ボボフ派 Bobov
（ガリチアのボボヴァから。少し大きな勢力）
カテゴリー

- スクヴェル派 Skver
（ウクライナのスクヴィラ Skvyra から。ニューヨーク州に移った人はスクヴィラに掛けてニュー・スクウェア New Square, New York という町を作った）

- クラウゼンベルグ派 Klausenberg（クルジュ＝ナポカ）

- スピンカ派 Spinka （マラムレシュ・サプンツァ Săpînţa のスロバキア語名サピンカから）

- プッパ派 Puppa （ハンガリーのパーパ Pápa から）

- ブレスロフ派 Breslov
（ウクライナのブラツラフ Bratslav から。ナフマン・ブラツラフ創始）
カテゴリー

- ラフマストリフカ派 Rachmastrivka （ウクライナから）

- トルドス・アハロン Toldos Aharon （メーアー・シェアーリームから）

## 小さな王朝
ハシディズムのグループの大半は1939年から1945年のドイツ軍侵攻・ホロコーストによる虐殺により崩壊したため、これらの宮廷の多くは現在非常に少数か、メンバーがいなくなっている。
それ以外のコミュニティーではハシディズムのセクトを繁栄させた。
5人から15人程度の多くの宮廷がたくさん存在するが（cf.ミニヤーン）、それらの宮廷はここには一覧されていない。
- アブルーチ派 Abrootch、アヴリッチ派 Avritch、オヴリッチ派 Ovritch （ウクライナのオーヴルチ Ovruch から）
- アレクサンデル派 Aleksander （ウクライナの町から）
- アレスク派 Alesk（ウクライナのオレシク Oles'k、オレシコ Oles'ko から）
- アムシノフ派 Amshinov （ムシチョヌフ Mszczonów から。アムシノフはムシチョヌフのベラルーシ的発音 cf.ムスチスラヴリ Mstislavl をアムシチスワウと発音する）
- アプテ派/アプト派 Apte （アブラハム・ヨシュア・ヘシェルはアプト派のレベの家系の出身である）
- アシュラグ派 Ashlag （）

- バイチェフ派 Baitchev （）
- バセルミン派 Basermin
- ベルディチェフ派 Berditchev （ウクライナのベルディチフ）
- ベレグハーズ派 Bereghaz （）
- ベルチ派 Bertch （）
- ビャラ派（ビアラ派） Biala （ポーランドのビェルスコ＝ビャワから）
  - シドロフツァ派 Shidlovtza （ポドリアのシドリウチ Shidlivtsi から）
- ビェルゴリ派 Bielgory （）
- ビンディング派 Binding （エルビング（エルブロンク）から）
- ブルジェフ派 Bluzhev （）
- ボブルイスク派 Bobruisk （ベラルーシのボブルイスク Bobrujsk）
- ボフシュ派 Bohush （ヴォリニアのボフシ Bohushi から）
- ボニア派 Bonia （）
- ボストン派 Boston （ボストン）
- ボヤン派 Boyan （）
- ブラウド派 Braud （）
- ブリスドヴィッツ派 Brisdovitz （）
- ブカレスト派 Bucharest （ブカレスト）
- ブルシュティン派 Burshtin（ウクライナのブルシュティン Burshtyn から）
- ハドゥーシャ派 Chadusha （）
- ハザノフ派 Chazanow （）
- チェルノビル派 Chernobyl （ウクライナのチェルノブイリから。ラビ・エイブラハム・J・ツワルスキーなどはチェルノビル派である）
- チェルノヴィッツ派 Chernovitz （ブコヴィナのチェルニウツィーから）
- チェシェノフ派 Cheshenov（）
- チョルトコフ派 Chortkov （ガリチアのチョルトキフ）
- フスト派 Chust （ハンガリーのフスト Huszt から）
- クンプルング＝ブコヴィナ派（ロプシッツ派） Cîmpulung-Bukovina (Ropschitz Dynasty) （クンプルング＝モルドヴェネスクから）
- クリーヴランド派 Cleveland （クリーヴランドから。ノドヴォルナ派の一部）
- クラクフ派 Cracow （クラクフ）
- ダイジュ派 Dayszh （）
- デブレツェン派 Debrecen （デブレツェン）
- ディネフ派 Dinev （）
- ドブロミル派 Dobromil （ガリチアのドブロミリ Dobromyl' から）
- ドンブリヴォル派 Dombrivor （）
- ドロビシュト派 Drobisht （）
- ドロホヴィッチ派 Drohovitch （ガリチアのドロホビチ）
- ドゥシンスキ派 Dushinsky （）
- ゼルカ派 Dzerka （）
- ジコフ派 Dzikov （）
- エイヘル派 Eihel （）
- エイシスキ派 Eisysky （）
- エルラウ派 Erlau （エゲルから）
- エチェド派 Etched （）
- ファルティチャン派 Faltichan （）
- フランクフルト派 Frankfurt （フランクフルト）
- ゴルリッツ派 Gorlitz （ガリチアのゴルリツェ Gorlice から）
- グスティニン派 Gustinin （）
- グヴォジッツ派 Gvodzitz （）
- ホルノステイペル派 Hornosteipel （）
- ホヴニル派 Hovnir （）
- フシアタン派 Husiyatan （ガリチアのフシャティン Husiatyn）
- イズビツェ派 Izbitze （）

- カリシュ派 Kalish （ポーランドのカリシュ Kalisz、あるいはウクライナのカルシュ Kalush から）
- カロフ派 Kalov （ハンガリーのカロフ（カレフ）＝ナジカーッローから）
- カミンケ派 Kaminke （）
- カミネツ派 Kaminetz （ウクライナのカメニェチ・ポジリシキー）
- カンスクヴァラ派 Kanskvala （）
- カプスト派 Kapust （）
- カルリハーズ派 Karlihaz （）
- カルリン派 Karlin（後にカルリン・シュトリーナー Karlin-Stoliner となった）
- カショウ派 Kashou （）
- ケレステル派 Kerester （～ケレストゥールという地名から）
- コマルネ派 Komarne （コマルノというスラヴ語のどこかの地名から）
- コピシュニッツ派 Kopishnitz （A・J・ヘシェルは、ニューヨークのコピシュニッツ派のレベを依頼されたことがあった）
- コリッツ派 Koritz （）
- コソン派 Koson （）
- コソフ派 Kosov （ガリチアのコシフ Kosiv から）
- コツク派 Kotzk （コツクのメナヘム・メンデル Menachem Mendel fun Kotzk から。コツク Kock はポーランドの都市）
- コズロフ派 Kozlov （）
- コズニッツ派 Koznitz （）
- クラスナ派 Krasna （）
- クトナ派 Kutna （ポーランドのクトノ Kutno から）
- クツニッツ派 Kutznitz （）
- クズミール派 Kuzmir （ワルシャワ近郊のカジミェシュから）

- ワニツト派 Lancut （ポーランドのワニツト）
- レビナ派 Lebina （）
- レロフ派 Lelov （ポーランドから）
- レホヴィッチ派 Lechovitch （）
- ライプニック派 Leipnik （チェコのリプニーク Lipník）
- ライプツィヒ派 Leipzig
- レンベルク派 Lemberg （レンベルク、現リヴィウ）
- リスケ派 Liske （ポーランドのレスコから）
- リジェンスク派 Lizhensk （ポーランドのレジャイスク Lezajsk から）
- レヴァ派 Leva （）
- リオズナ派 Liozna （ベラルーシのリョズナから）
- ロイツク派 Loitzk （）
- ルブリン派 Lublin （ルブリン）
- ルツク派 Lutzk （ポーランドのウツク、現ウクライナのルチク）
- マジェル派 Madyer （）
- マラヒーム派 Malachim （）
- マルガレーテン派 Margareten （ザンクト・マルガレーテン・イム・ブルゲンラント?）
- マティシャフ派 Matisyahu （）
- マッテスドルフ派 Mattesdorf （マタースドルフ?）
- メジボジュ派 Medzhibozh （ミェンヅィブシュ、現ウクライナのメッジビシュ Medzhybizh から。バアル・シェム・トーブなどの生地、ハシディズムの中心地）
- メレツ派 Meletz （ポーランドのミェレツから）
  - ミェレツェル派 Mielecer （ミェレツから）
- メゼベチ派 Mezebecz （）
- メゼリッチ派 Mezerich （ポーランドのミェンヅィジェチ Międzyrzec、ミェンヅィジェツ・ポドラスキ Międzyrzec Podlaski ではなく、ウクライナ・スムィ南部のメジリチ Mezhyrich か、ドニプロペトロウシク東部の同名の町から）
- ミール派 Mir （ベラルーシのミールから）
- ミシュコルツ派 Miskolc （ミシュコルツ）
- モゲルニッツ派 Mogelnitz （）
- モショル派 Mosholu （）
- マグレニツェ派 Maglenitze （）
- マネストシシュツェ派 Manestrishtze （）
- モジッツ派 Modzitz （デンブリン Dęblin のモジツェから）
- ムンカッチ派 Munkacz （ハンガリーのムンカーチ、現カルパート・ウクライナのムカチェヴェ）
- ナドヴォルナ派 Nadvorna （ガリチアのナドヴィルナ）
- ナソード派 Nassod （トランシルヴァニアのナソード、現ルーマニアのナサウド）
- ナドフェルリ派 Nadferli （）
- ネシチズ派 Neshchiz （）
- ニコルスブルク派 Nikolsburg （モラヴィアのニコルスブルク（ミクロフ）から）
- ニトラ派 Nitra （ニトラ）
- ノヴォミンスク派 Novominsk （）
- オストロフ派 Ostrof （）
- オジェロフ派 Ozherov （）
- パシュカン派 Pashkan （）
- ペシーシャ派 Peshischa （）
- フィラデルフィア派 Philadelphia （フィラデルフィア）
- ピャセツネ派 Piasetzne （）
- ピェトルコフ派 Pietrokov （ポーランドのピョトルクフ）
- ピンスク派 Pinsk （ピンスク）
- ピンチフ派 Pintchiv （）
- ピスティン派 Pistin
- ピッツバーグ派 Pittsburgh （ピッツバーグ。有名なコミュニティー）
- ポリソフ派 Porisov （）
- ポロノイェ派 Polonoye （ヴォリニアのポロンノイェ、現ウクライナ）
- ポリティシェン派 Poltishen （）
- プレミシュリャン派 Premishlan （）
- プロソフ派 Prosov （）
- プシェミシル派 Przeymisl （）
- プシェヴォルスク派 Pshevorsk （）
- プシーシャ派 Pshischa （）

- ラドムスク派 Radomsk （ポーランドのラドムスク）
- ラドジッツ派 Radorzitz （）
- ラドシッツ派 Radoschitz （）
- ラドヴィル派 Radvil （ラジヴィウ家の語源と同じ）
- ラジン派 Radzin （）
- ラツフェルト派 Ratzfert （ブラジルのクラウゼンベルグ派から）
- レブ・アレラハ Reb Arelach （サトマール派から分かれ出た）
- リメノフ派 Rimenov （ガリチアのリマヌフ Rymanów）
- リブニッツ派 Rimnitz (Ribnitz) （）
- ルジン派 Ruzhin （ウクライナのルジンから。有名なコミュニティー）
- ジェシュフ派 Rzeszow （ガリチアのジェシュフ）

- サディグラ派 Sadigura （ブコヴィナのサダグラ。有名なコミュニティー）
- サディゲル派 Sadiger （）
- サドヴナ派 Sadovna （）
- サンブル派 Sambur （ガリチアのサンビル）
- サンズ派、ツァンツ派 Sanz, Tzanz （クラウゼンベルグ派のこと。ノヴィ・ソンチから）
- サンズ・グリボフ派 Sanz-Grybov （）
- サースレーゲン派 Sasregen （トランシルバニアのサースレーゲン、現ルーマニアのレギン（英語版））
- サソフ派 Sassov （）
- サルデルヘル派 Sarderhel （）
- セレト派 Seret （ブコヴィナのセレト Seret から。ロプシッツ派から分離)
- シェドリッツ派 Shedlitz （）
- ショムレイ・エムニーム Shomrei Emunim （）
- ショムレイ・ハホモス Shomrei Hachomos （サトマール派から分かれたレブ・アレラハから分かれ出た）
- ショッツ派 Shotz （）
- シノフ派 Shinov （）
- シュピコフ派 Shpikov （ウクライナのシュピキウ Shpykiv から）
- シュポーラ派 Shpola （ウクライナのシュポーラ Shpola から）
- シゲト派 Siget （ハンガリー（マラムレシュ）のシゲトゥ・マルマツィエイ）
- スコリェ派 Skolye （ウクライナのスコレ Skole から）
- スロニム派 Slonim （ベラルーシのスウォニム（スロニム）から）
- ソハチュフ派 Sochaczow （ポーランドのソハチュフ）
- ソヘチョフ派 Sochetshov （ソハチュフ）
- ステフィネシュト派 Stefinesht （ルーマニアの地名から）
- ステッペン派 Steppen （ウクライナのステパニ Stepan' から?）
- スティチン派 Stichin （ポメラニアのシュチェチンから）
- ストリン派 Stolin (became Stolin-Karlin) （シュトリン、ルニニェツ南東のストリン Stolyn から）
- スコレン派/スクレン派 Skolen, Skulen（ウクライナのスクリン Skulyn から）
- ストレティン派 Stretin （）
- ストリーコフ派 Strikov （ポーランドのストリーコフ Stryjkow）
- ストリジョフ派 Strizov （）
- スディルコフ派 Sudylkov （）
- スリッツ派 Sulitz （ハンガリーから）
- タルティコフ派 Tartikov （）
- テミシュヴァール派 Temishvar （ハンガリー（バナート）のティミショアラから）
- トルドス・アヴラハム・イツホク Toldos Avraham Yiztchok （）
- トルナ派 Tolna （ハンガリー南部のトルナ Tolna）
- トルチャフ派 Toltchav （）
- トシュ派 Tosh （ハンガリーから）
- トリスク派 Trisk （）
- チャカヴァ派 Tshakava （）
- ツェフリーム派 Tzehlim（）
- ウイヘル派 Ujhel （ハンガリーのシャートルアイヤウーイヘイ Sátoraljaújhely のこと）
- ウングヴァール派 Ungvar （ハンガリーのウングヴァール、現カルパート・ウクライナのウジホロトから）
- ウンスドルフ派 Unsdorf （）
- ウルジュロフ派（オストロフ＝ヘンジン派） Osrov-Henzin (Urzhrov) （ポーランドから）
- ウシュピツィン派 Ushpitzin （）

- ヴァスロイ派 Vasloi （ヴァスルイ Vaslui）
- ウィーン派 Vien （ウィーン）
- ヴォディスロフ派 Voidislov （）
- ヴォロヴァ派 Volova （）
- ヴォルキ派 Vorki （）
- ヴォシキン派 Vosikin （）
- ヴルカネル派 Vulkaner （）
- イェルスラフ派 Yeruslav （ガリチアのヤロスワフ＝イヴァノ・フランキフシクから）
- ヨーカ派 Yoka （）
- ヨンメル派 Yommer

- ズバルシュ派 Zbarz （ガリチアのズバラシュ Zbarazh）
- ゼイレメル派 Zeilemer （）
- ジェミグラード派 Zemigrad （ポーランドのジュミグルト Żmigród）
- ジトミール派 Zhitomir （ウクライナのジトミール）
- ジュヴィル派 Zhvill （ジトーミル州のノヴォフラド＝ヴォリンシキーから）
- ジボフ派 Zibov （）
- ジフリン派 Zichlin （）
- ジディチョフ派 Zidichov （ガリチアから）
- ズラティポル派 Zlatipol （ウクライナのゾロテ・ポレ Zolote Pole から）
- ズロチョフ派 Zlotchov （ガリチアのズォチュフ、ゾーロチウ）
- ゾロジッツ派 Zolozitz （）
- ズチュケ派 Zutchke （）